# Gmina Brzozów
Die Gmina Brzozów [ˈbʒɔzuf] ist eine Stadt-und-Land-Gemeinde im Powiat Brzozów der Woiwodschaft Karpatenvorland in Polen. Sitz der Gemeinde und des Powiats ist die gleichnamige Stadt mit etwa 7500 Einwohnern.

## Geographie
Die Gemeinde liegt etwa 30 km südlich von Rzeszów. Zu den Gewässern gehört der Fluss Stobnicą. Die Gemeinde hat eine Flächenausdehnung von 103,18 km². 67 % des Gemeindegebiets werden landwirtschaftlich genutzt, 24 % sind mit Wald bedeckt.

## Geschichte
Von 1975 bis 1998 gehörte der Ort zur Woiwodschaft Krosno.
Die Wallfahrtskirche Basilika Mariä Himmelfahrt in Stara Wieś stammt aus dem 18. Jahrhundert.

## Gliederung
Zur Stadt-und-Land-Gemeinde Brzozów gehören neben der namensgebenden Stadt die Dörfer mit Schulzenämtern (Sołectwo): Górki, Grabownica Starzeńska, Humniska, Humniska-Skrzyżowanie, Przysietnica, Stara Wieś, Turze Pole und Zmiennica. Sowie den Siedlungen Gołaszówka und Wola Górecka.